# Kallehavegård
Kallehavegård er en proprietærgård, beliggende i Kappel Sogn, Lollands Sønder Herred, Maribo Amt, Rudbjerg Kommune. Gården nævnes første gang i 1496 i et brev, hvor Per Bryske ejer gården.

## Historie
Gården er siden første benævnelse nævnt ved mange forskellige navne, heraf Kalluffhaffuegaar, Kallehaffue, Kallehauge, Kattehauge gd, Kallehaugegaard, Kalvehavegård og senest Kallehavegård.
Der har ligget en middelalderborg på området, hvilket kan ses på de gamle kort over matriklen. Gården brændte i 1880, hvorfor det nuværende stuehus er bygget i 1881. Det gamle gårdanlæg bestod af to firlængede gårde, samt en borgruin, som er blevet fjernet af tidligere ejere. Borgen er dateret af Muesum Lolland-Falster til at have været aktiv i perioden 1037-1535 e.Kr. Derudover er der fundet et utal af meget intakte flintøkser, hvilket bevidner at stedet har været beboet i stenalderen.
Gården er i dag på 392 hektar, hvor der drives planteavl på 375 hektar.
Gården har haft flere ejere, og har i en kort tid været avlsgård under Gottesgabe.

## Ejere
- 1496-?? Per Bryske
- 1525-?? Kronen (Frederik 1.)[4]
- 1761-1805 Conrad Ditlev baron Knuth-Conradsborg
- 1787-?? Søren Heiberg von Ely og Frederikke Juliane Christine von Ely (født Baronesse af Knuth-Conradsborg)
- 1805-1815 Carl Conrad Gustav Knuth
- 1815-1819 Boet efter Carl Conrad Gustav Knuth
- 1819-?? Simon Andersen Dons og Johan Ferdinand
- 1934-1840 Niels Clausen og Sophie Hedevig Grandjean
- 1840-1858 Carl Gustav Sørensen og Sophie Hedevig Sørensen (Grandjean)
- 1858-1861 William Frederik von Hauch[5] og Anna Elizabeth Hauch (Lindegaard)
- 1861-1868 Frederik Julius greve Krag-Juel-Vind-Frijs
- 1868-1870 G. Jessen
- 1870-1882 Frederik Vilhelm Mackeprang[6]
- 1886-1918 Rasmus Hansen Pedersen og Anna Marie Jakobsen
- 1918-1926 Carl Bernhard Jensen
- 1926-1934 Vilhem Jensen og Nielsine Jakobine Jensen
- 1934-1973 Niels Christian Jensen og Gerda Jensen
- 1973-2002 Christian Jensen og Irene Jensen
- 2002-i dag Peter Vaaben og Kirsten Irene Vaaben (Jensen)